# Cerkev svatého Lukáše (Tročany)
Cerkev svatého Lukáše v Tročanech je dřevěná řeckokatolická filiální cerkev postavená v roce 1739 ve slovenské obci Tročany v okrese Bardejov. Cerkev patří do farnosti Bardejov, děkanátu Bardejov v archeparchie prešovské slovenské řeckokatolické církve. Od roku 1968 je chráněna jako národní kulturní památka Slovenské republiky. Byla postavena v roce 1739 na místě staršího kostela. Několikrát byla opravována, mimo jiné v letech 1897, 1933 a 1968.

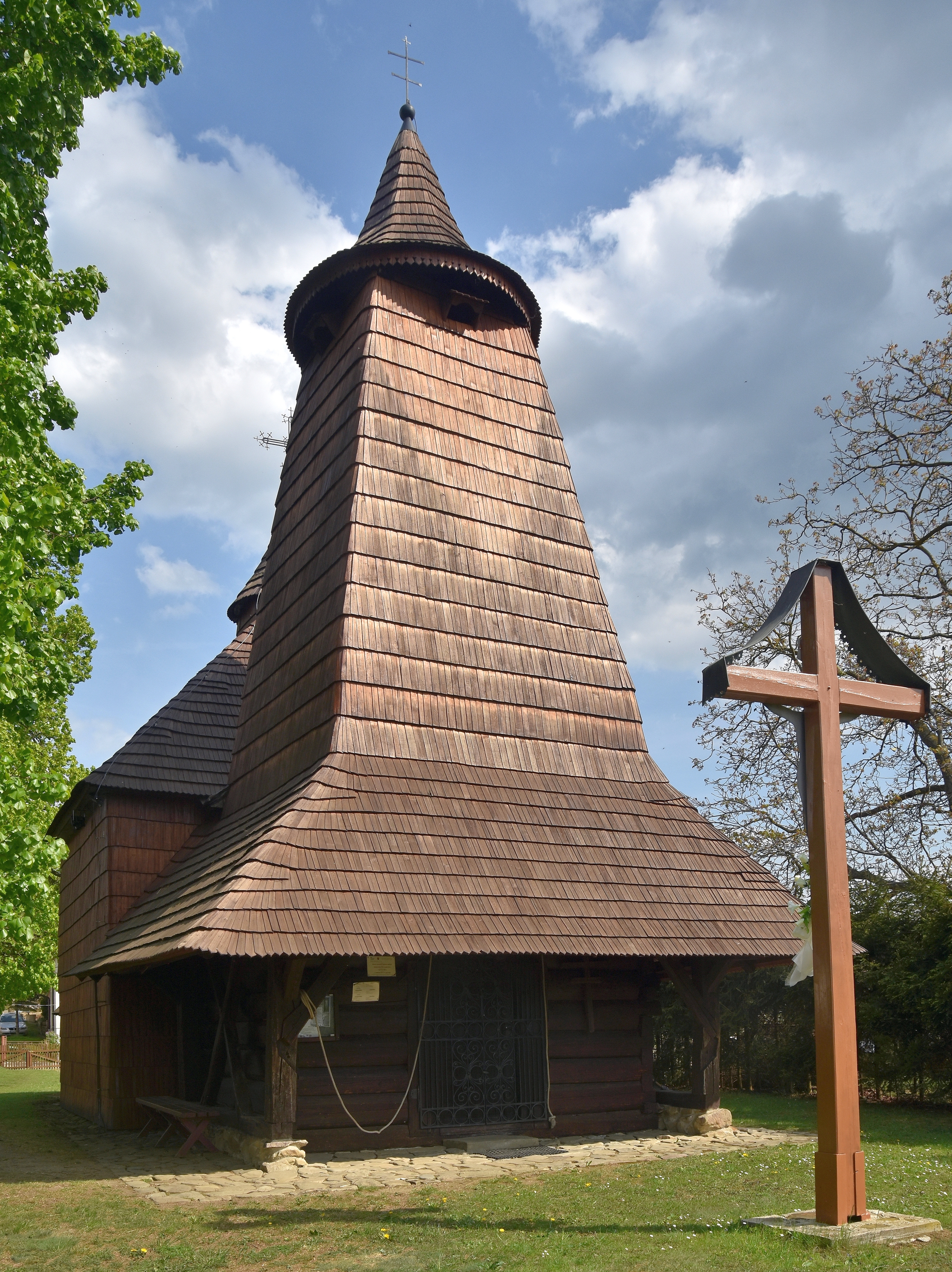
Přední průčelí
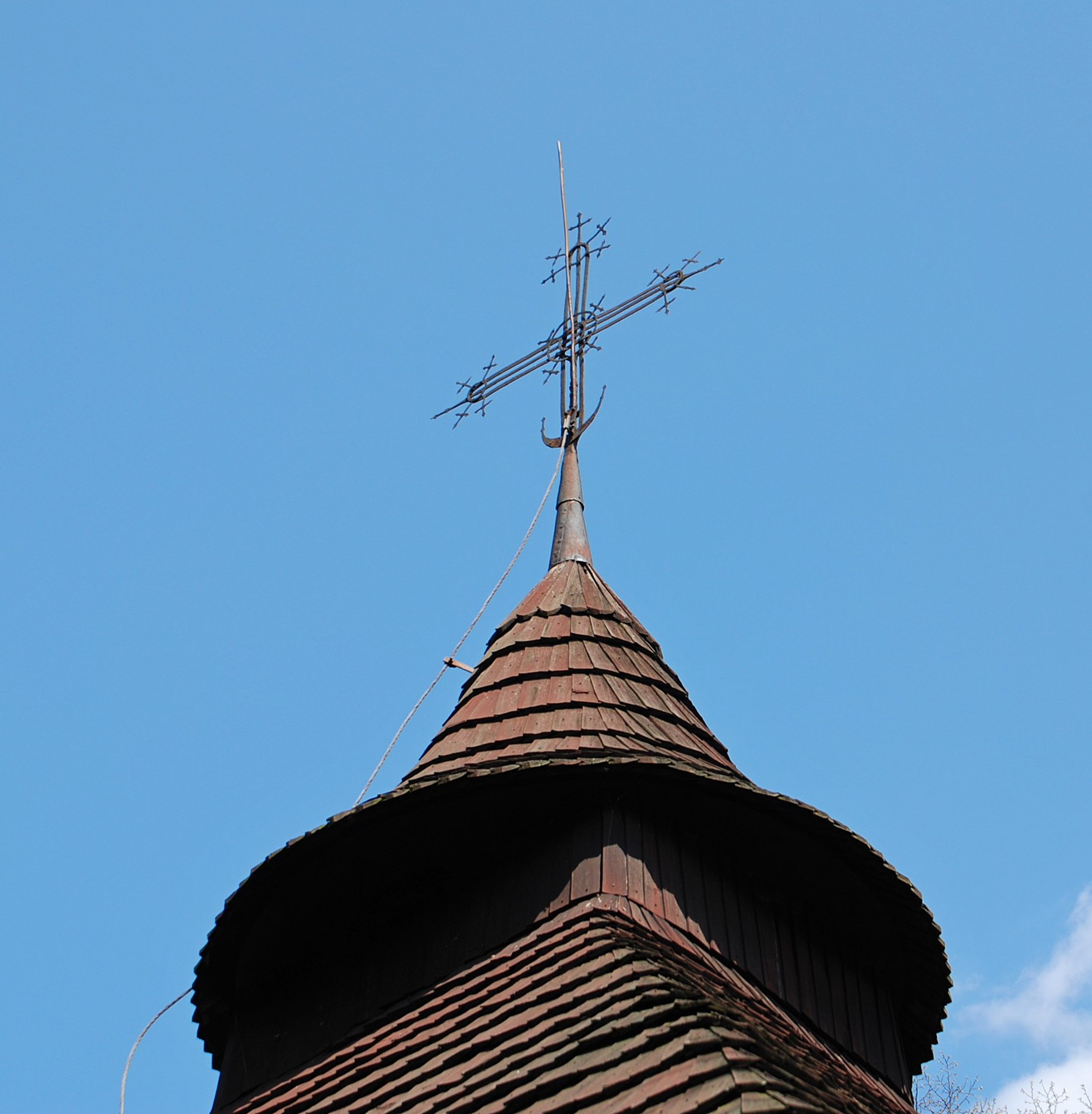
Zakončení věže nad lodí
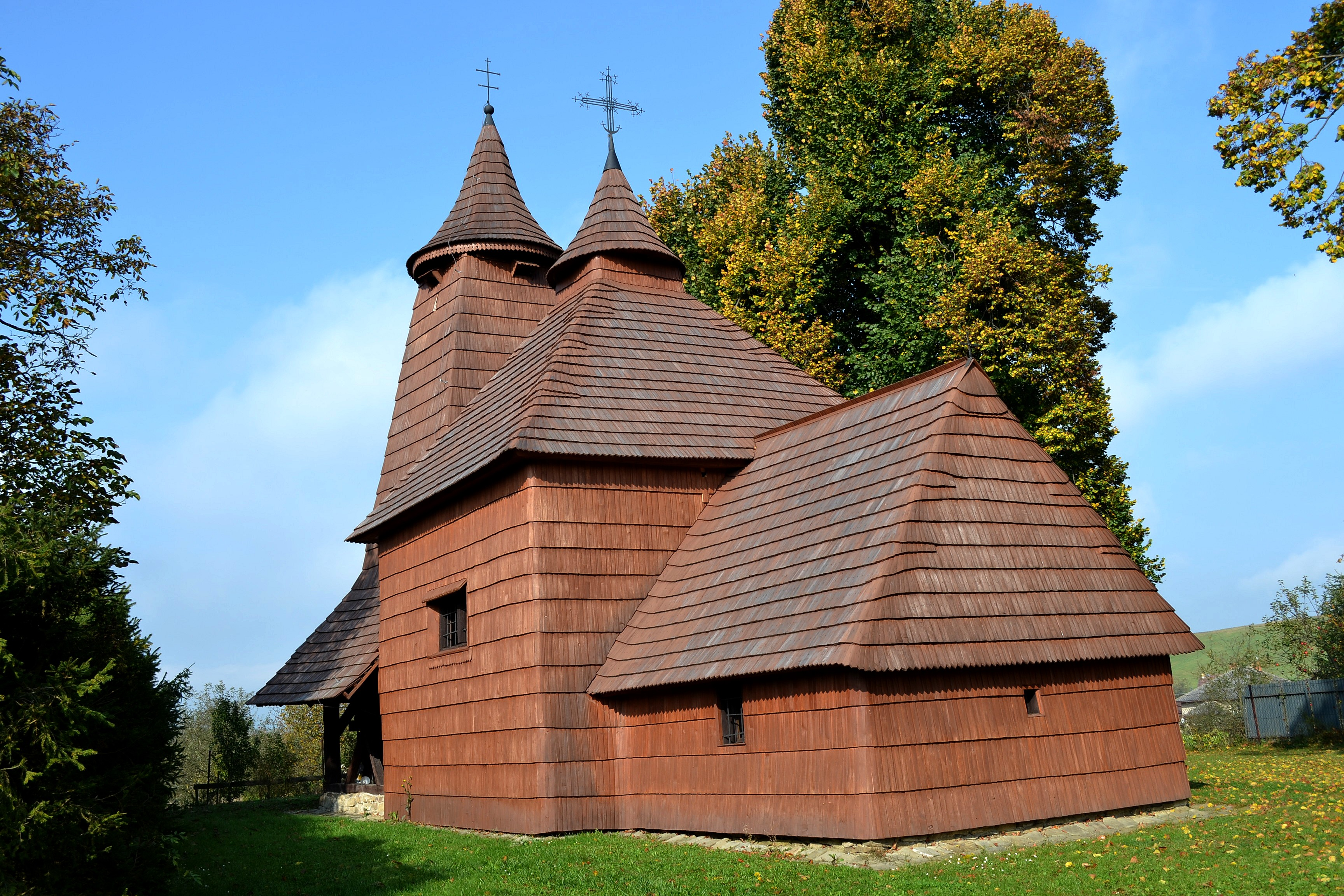
Zadní pohled